# Eragrostis uvida
Eragrostis uvida är en gräsart som beskrevs av Michael Lazarides. Eragrostis uvida ingår i släktet kärleksgrässläktet, och familjen gräs. Inga underarter finns listade i Catalogue of Life.